# Équipe de Sainte-Lucie de football
Cet article traite de l'équipe masculine. Pour l'équipe féminine, voir Équipe de Sainte-Lucie féminine de football.
Maillots
L'équipe de Sainte-Lucie de football est une sélection des meilleurs joueurs saint-luciens sous l'égide de la Fédération de Sainte-Lucie de football.

## Histoire
Son meilleur résultat reste la 3e place acquise lors de la Coupe caribéenne des nations 1991 en Jamaïque. Sainte-Lucie a aussi participé à deux autres phases finales de Coupe caribéenne des nations en 1993 et 1995 où elle ne réussit pas à franchir la phase de groupe.
À la suite de son élimination lors du 2e tour préliminaire de la Coupe du monde 2018, en juin 2015, l'équipe reste inactive pendant deux ans et fait son retour en juin 2017 à l'occasion du Winward Football Tournament, un tournoi amical regroupant certaines des « îles du Vent » dont la Dominique, la Grenade, Saint-Vincent-et-les-Grenadines plus la Barbade comme nation invitée.

## Résultats

### Classement FIFA
| Année              | 1993 | 1994 | 1995 | 1996 | 1997 | 1998 | 1999 | 2000 | 2001 | 2002 | 2003 | 2004 | 2005 | 2006 | 2007 | 2008 | 2009 | 2010 | 2011 | 2012 | 2013 | 2014 | 2015 | 2016 | 2017 | 2018 |
| ------------------ | ---- | ---- | ---- | ---- | ---- | ---- | ---- | ---- | ---- | ---- | ---- | ---- | ---- | ---- | ---- | ---- | ---- | ---- | ---- | ---- | ---- | ---- | ---- | ---- | ---- | ---- |
| Classement mondial | 139  | 157  | 144  | 134  | 142  | 139  | 152  | 135  | 130  | 112  | 130  | 114  | 128  | 160  | 180  | 176  | 186  | 181  | 185  | 149  | 147  | 140  | 144  | 177  | 174  | 171  |

### Parcours en Coupe du monde
| Année | Position     |      | Année         | Position |               | Année | Position |
| 1930  | Non inscrite | 1974 | Non inscrite  | 2010     | Non qualifiée |       |          |
| 1934  | Non inscrite | 1978 | Non inscrite  | 2014     | Non qualifiée |       |          |
| 1938  | Non inscrite | 1982 | Non inscrite  | 2018     | Non qualifiée |       |          |
| 1950  | Non inscrite | 1986 | Non inscrite  | 2022     | Non qualifiée |       |          |
| 1954  | Non inscrite | 1990 | Non inscrite  | 2026     | Non qualifiée |       |          |
| 1958  | Non inscrite | 1994 | Non qualifiée | 2030     | À venir       |       |          |
| 1962  | Non inscrite | 1998 | Non qualifiée | 2034     | À venir       |       |          |
| 1966  | Non inscrite | 2002 | Non qualifiée |          |               |       |          |
| 1970  | Non inscrite | 2006 | Non qualifiée |          |               |       |          |

### Parcours en Gold Cup
| Année | Position     |      | Année         | Position |               | Année | Position      |  | Année | Position |
| 1963  | Non inscrite | 1989 | Non inscrite  | 2007     | Non qualifiée | 2025  | Non qualifiée |  |       |          |
| 1965  | Non inscrite | 1991 | Non qualifiée | 2009     | Non inscrite  |       |               |  |       |          |
| 1967  | Non inscrite | 1993 | Non qualifiée | 2011     | Non qualifiée |       |               |  |       |          |
| 1969  | Non inscrite | 1996 | Non qualifiée | 2013     | Non qualifiée |       |               |  |       |          |
| 1971  | Non inscrite | 1998 | Non qualifiée | 2015     | Non qualifiée |       |               |  |       |          |
| 1973  | Non inscrite | 2000 | Non qualifiée | 2017     | Non inscrite  |       |               |  |       |          |
| 1977  | Non inscrite | 2002 | Non qualifiée | 2019     | Non qualifiée |       |               |  |       |          |
| 1981  | Non inscrite | 2003 | Non qualifiée | 2021     | Non qualifiée |       |               |  |       |          |
| 1985  | Non inscrite | 2005 | Non qualifiée | 2023     | Non qualifiée |       |               |  |       |          |

### Parcours en Ligue des nations
| Édition   | Ligue | Phase de groupes | Phase de groupes | Phase de groupes | Phase de groupes | Phase de groupes | Phase de groupes | Phase de groupes | Phase finale | Phase finale | Phase finale | Phase finale | Phase finale | Phase finale | Phase finale | Phase finale |
| Édition   | Ligue | Class.           | M                | V                | N                | D                | BM               | BE               | Pays hôte    | Résultat     | M            | V            | N            | D            | BM           | BE           |
| --------- | ----- | ---------------- | ---------------- | ---------------- | ---------------- | ---------------- | ---------------- | ---------------- | ------------ | ------------ | ------------ | ------------ | ------------ | ------------ | ------------ | ------------ |
| 2019-2020 | B     | 4/4              | 6                | 1                | 1                | 4                | 2                | 10               | 2020         | Inéligible   | Inéligible   | Inéligible   | Inéligible   | Inéligible   | Inéligible   | Inéligible   |
| 2022-2023 | C     | 1/3              | 4                | 4                | 0                | 0                | 8                | 2                | 2023         | Inéligible   | Inéligible   | Inéligible   | Inéligible   | Inéligible   | Inéligible   | Inéligible   |
| 2023-2024 | B     | 2/4              | 6                | 3                | 1                | 2                | 10               | 6                | 2024         | Inéligible   | Inéligible   | Inéligible   | Inéligible   | Inéligible   | Inéligible   | Inéligible   |
| 2024-2025 | B     | 2/4              | 6                | 3                | 0                | 3                | 7                | 15               | 2025         | Inéligible   | Inéligible   | Inéligible   | Inéligible   | Inéligible   | Inéligible   | Inéligible   |
| 2026-2027 | B     | /4               | 0                | 0                | 0                | 0                | 0                | 0                | 2027         | Inéligible   | Inéligible   | Inéligible   | Inéligible   | Inéligible   | Inéligible   | Inéligible   |
| Total     | Total | Total            | 22               | 11               | 2                | 9                | 27               | 33               | Total        | Total        | 0            | 0            | 0            | 0            | 0            | 0            |

### Parcours en Coupe caribéenne
- 1978 : Non inscrit
- 1979 : Non inscrit
- 1981 : Forfait
- 1983 : Non inscrit
- 1985 : Non inscrit
- 1988 : Non inscrit
- 1989 : Tour préliminaire
- 1990 : Tour préliminaire
- 1991 : 3e place
- 1992 : Tour préliminaire
- 1993 : Phase de groupe
- 1994 : Non inscrit
- 1995 : Phase de groupe
- 1996 : Tour préliminaire
- 1997 : Tour préliminaire
- 1998 : Tour préliminaire
- 1999 : Tour préliminaire
- 2001 : Tour préliminaire
- 2005 : Tour préliminaire
- 2007 : Tour préliminaire
- 2008 : Non inscrit
- 2010 : Tour préliminaire
- 2012 : Tour préliminaire
- 2014 : Tour préliminaire
- 2017 : Non inscrit

### Palmarès
- Windward Islands Tournament (4) :
  - Vainqueur en 1964-65, 1972, 1984 et 2014.

## Joueurs

### Anciens joueurs
- Pernal Williams
- Keith Alexander
- Earl Jean

## Sélectionneurs
| - Charles Stewart (1992) - Kingsley Armstrong (1996) - Louis Cassim (1999–2000) - Kingsley Armstrong (2002–2004) - Carson Millar (2004–2006) - Terrence Caroo (2006–2011) | - Allen Providence (2010–2011) - Francis Lastic (2012–2017) - Francis McDonald (2018-2019) - Francis Lastic (2019) - Jamaal Shabazz (2019-2021) - Stern John (depuis 2022) |